# Láng Balázs (újságíró)
Láng Balázs (Pécs, 1974. szeptember 29.) újságíró, szerkesztő, műsorvezető, PR- és kommunikációs szakember. Szakterülete a stratégiai kommunikáció, a kríziskommunikáció, politikai kommunikáció, vállalati kommunikáció, reputáció menedzsment.

## Életrajza

### Tanulmányok
Tanulmányait a Pécsi Tudományegyetemen és a Budapesti Kommunikációs és Üzleti Főiskola PR- és kommunikációs szakértő szakán, valamint ösztöndíjasként Dániában, a Norgaards Hojskole népfőiskolán végezte.

### Rádió
Pécsről indult rádiós újságíróként, majd 1997-ben a Magyar Rádió Krónika műsorába került. 2000-től már a Magyar Rádió Angol nyelvű szerkesztőségének szerkesztője, a Hungary Today műsorvezetője. 2001-től az Inforádió műsorvezetője, később pedig az MTV Az Este című műsorának szerkesztő-riportere.
2003-tól a BBC World Service budapesti tudósítója, majd 2005-ig a BBC magyar nyelvű rádió adásának szerkesztő-műsorvezetője Londonban. A BBC szerkesztőjeként – a lengyel Szolidaritás 25. évfordulóján – Varsóban készített exkluzív interjút a Nobel-békedíjas volt államfővel, Lech Wałęsával.
2005-ben a Magyar Rádió egyik elnökjelöltjeként hallgatta meg az intézmény kuratóriuma. Pályázatát a testület több tagja támogatta, de 2006-ban végül Such Györgyöt választották elnöknek.

### Kommunikáció
2007-től a Kincstári Vagyoni Igazgatóság sajtófőnöke, és a Kormányzati Negyed projekt kommunikációs igazgatója. 2005-2008-ig a Pécsi Tudományegyetem, 2008-tól pedig a Budapesti Gazdasági Főiskola Külkereskedelmi Karának oktatója. 2016-ban előadója a Sapientia Nyári Egyetemnek.
2009-ben létrehozta az első tematikus vízpiaci hírportált (www.vizpiac.hu). 2011-től az egyetlen tőzsdén jegyzett ásványvíztermelő cég, a FuturAqua Ásványvíztermelő és Vagyonkezelő Nyrt. alapító tulajdonosa, igazgatósági tagja, vezérigazgatója.  
2018 októberétől 2019 júniusáig az MSZP kommunikációs igazgatója, az Európa-párti magyarok kék szív szimbólumának (#hueu) kitalálója és egyik megalkotója, az MSZP-Párbeszéd közös lista EP-kampányfilmjének (Van közös lista!') készítője. A 2019-es EP-választásokig vállalt pozíciójából közös megegyezéssel távozott.

### Internet, televízió, civil szféra
2014-2016-ig az Origo címlapszerkesztője, de a tulajdonosváltás miatt elhagyta az internetes újságot.  
2017-től a Hír TV Egyenesen Kálmán Olgával című műsorának felelős szerkesztője. 2018. márciusában egyedüliként készíthetett interjút egy védett tanúval, az Egyesült Államokba szökött Faidt Péter Andrással, aki kulcsfigura lehetett a Magyarországon elsikkasztott uniós pénzek külföldre juttatásában. Szerkesztőként meghatározó szerepe volt abban, hogy a 6 milliárdos csalással vádolt ügyvéd, Czeglédy Csaba egyetlen napra elhagyhatta a börtönt, és az Egyenesen Kálmán Olgával stúdiójában adhatott élő interjút. Nem sokkal később, a tulajdonosváltás napján felállt a szerkesztői székből, és elhagyta az Hír TV-t.  
Korábban a Duna Televízió és a Zoom.hu külpolitikai szerkesztőjeként is dolgozott. 
Stratégiai kommunikációs tanácsadóként politikai, krízis -és kampánykommunikációs feladatok mellett nagyvállalatok első embereinek tartott felsővezetői nyilatkozati tréningeket. Számos parlamenti interpelláció, expozé, beszéd szerzője és megannyi pr-cikk írója.  
2004-ben a BBC Magyar Adásának szerkesztőjeként Alkotóközösségi Joseph Pulitzer-emlékdíjat kapott. 2008-tól tagja a Magyar Public Relations Szövetség elnökségének. 
2021 novemberében létrehozta az "Angliai magyarok a 2022-es kormányváltásért" civil csoportot, és elindította a "Több szavazóhelyiséget Nagy-Britanniában" nevű petíciót, amit több mint nyolcezer aláíró támogatott. A petícióban az angliai civilek képviseletében azt követelte a Magyarország Kormányától és annak választási szerveitől, hogy 15 magyarlakta, csomóponti nagyvárosban biztosítsák a szavazás lehetőségét a 2022-es országgyűlési választásokon, de a beadványt a Nemzeti Választási Bizottság fideszes delegáltjai nem engedték napirendre venni a testület ülésén. Később kétezer aktivistával együtt Orbán Viktor személyes email fiókjára küldött levélben kérte ugyanezt, de követelései ellenére is a Nemzeti Választási Iroda csak Londonban, Manchesterben és Edinburghban biztosította a szavazás lehetőségét a diaszpórában élő Nagy-Britanniában élő magyarok számára. 
2022 januárjában több társával együtt megalapította közhasznú egyesületét Nagy-Britanniában, Diaspora Aid C.I.C. Archiválva 2022. március 6-i dátummal a Wayback Machine-ben néven. Civil szervezete nemzetközi gyűjtésbe kezdett a Crowdfunder.co.uk oldalon annak érdekében, hogy minél több szavazónak költségmentessé tegye az utazást az adományokból. A Diaspora Aid akciójában 555 adományozótól több mint 18 600 fontot (kb. 8,5 millió forint) gyűjtött. 
Nős, felesége: Bagossy Laura kulturális újságíró, jelmeztervező. Két gyermeke van: Emma (2005) és Zsigmond (2009).